# Selaginella tuberosa
Selaginella tuberosa är en mosslummerväxtart som beskrevs av B.Mcalpin och Lellinger. Selaginella tuberosa ingår i släktet mosslumrar, och familjen mosslummerväxter. Inga underarter finns listade i Catalogue of Life.